# Quần đảo Gulf

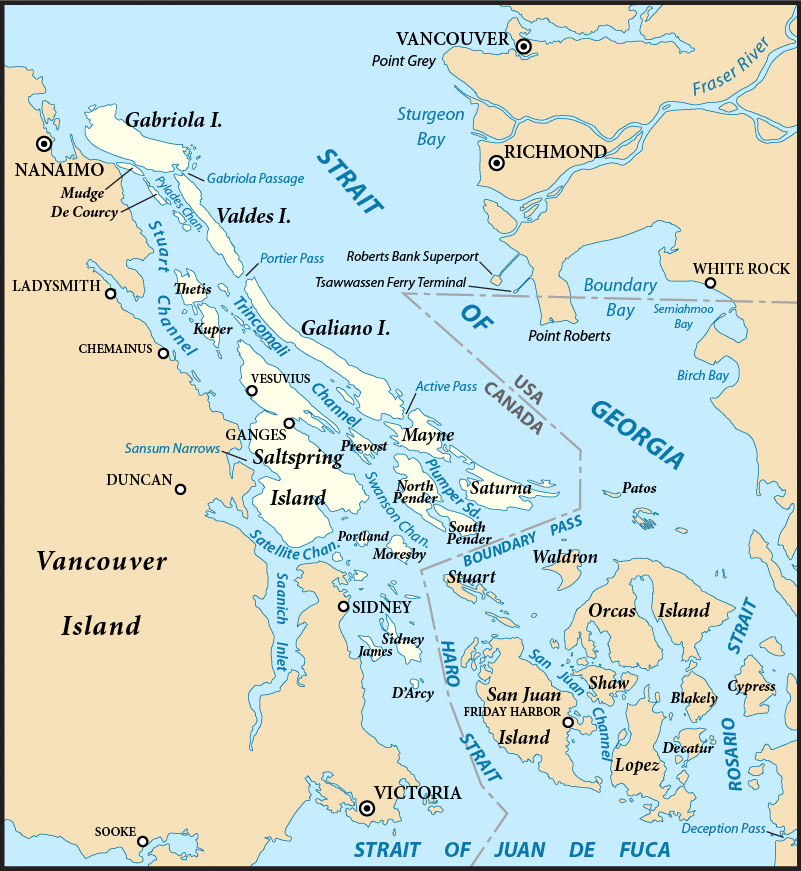
Quần đảo Gulf

Quần đảo Gulf (Quần đảo Vịnh) đây là một quần đảo thuộc Canada, nằm trong eo biển Georgia (biển Salish), tọa lạc giữa đảo Vancouver và lục địa tỉnh bang British Columbia, Canada.

## Liên kết
- Gulf Islands National Park Reserve Lưu trữ ngày 18 tháng 8 năm 2005 tại Wayback Machine — Parks Canada
- Come to the Islands Lưu trữ ngày 6 tháng 10 năm 2006 tại Wayback Machine Canadian Geographic Special Feature on B.C.'s Gulf Islands
- Southern Gulf Islands Atlas Lưu trữ ngày 5 tháng 10 năm 2011 tại Wayback Machine